# 岳阳职业技术学院
岳阳职业技术学院（英語：YueYang Vocational And Technical College）位于湖南省岳阳市学院路，是湖南省一所高等专科大学。

## 历史
2003年，岳阳卫校、岳阳农校、岳阳机电学校和岳阳职工高专四所学校组合合并建立了“岳阳职业技术学院”。

## 学校院系
岳阳职业技术学院拥有7个系，2个部，24个专业。

### 系
现代农业科技系、机电工程系、国际信息工程学院、生物医药系、护理学院、临床医学系、商贸物流系

### 部
医学基础部、人文素质教育部

## 附属机构
岳阳职业技术学院有一所附属医院和一个附属企业湖南金和公司。

## 学校文化

### 校训
学以致用

### 校歌
岳阳职业技术学院的校歌名叫《岳阳职院之歌》，由范一豪作词，王佑贵谱曲。

### 官方刊物
《岳阳职业技术学院学报》创刊于1986年，是岳阳职业技术学院的官方刊物。

## 荣誉
岳阳职业技术学院先后获得“全国校园文化建设示范学校”、 “湖南省职业教育与成人教育先进单位”、“湖南省毕业生就业工作先进单位”、“湖南省职业技能鉴定工作先进单位”、“湖南省科研工作先进单位”、“湖南省文明高校”、“湖南省示范性高等职业院校”等荣誉称号。